# Аксай (Амангельдинський район)
Акса́й (каз. Ақсай) — село у складі Амангельдинського району Костанайської області Казахстану. Адміністративний центр та єдиний населений пункт Аксайського сільського округу.
Населення — 349 осіб (2021; 459 у 2009, 699 у 1999, 1356 у 1989).